# Batalla de Mursa Major
La batalla de Mursa Major fue un enfrentamiento militar librado el 28 de septiembre de 351 en el contexto de la guerra civil del Imperio romano combatida entre 350 y 353, entre las fuerzas del emperador Constancio II y el usurpador Magnencio. La batalla terminó con la victoria del primero.

## Antecedentes
El ejército, descontento con el emperador en Occidente, Constante, proclamó a Magnencio en Augustodunum (Autun) el 18 de enero de 350. Este último rápidamente depuso a Constante (quien fue asesinado por sus propios soldados) y se hizo dueño de Hispania, Italia, Galia, Britania y África, lo que obligó a Constancio II, hermano de Constante, a marchar contra él con los ejércitos del Oriente y el Danubio. El usurpador occidental capturó mediante ardides al general leal a Constancio II y cruzó los Alpes Julianos a Roma. Dejó como César a Constancio Galo con la misión de vigilar desde Antioquía al Imperio sasánida.
El usurpador fue apoyado mayoritariamente por los paganos, aunque buscó también el auxilio de los católicos ortodoxos contra su enemigo, que era arriano. A la vez, buscó ganarse el auxilio de la nobleza galorromana, a la que despreciaba pero necesitaba, y contaba con la fidelidad de los mercenarios germanos deseosos de ascender socialmente en el Imperio. El mismo Magnencio, de madre franca, era un muestra del poder alcanzado por estos recién llegados. Por último, sus políticas económicas para proteger a los más humildes o perdonar el atraso en el pago de impuestos le ganaron el favor de masas rurales y urbanas.
Constancio II tenía una amplia ventaja numérica pero Magnencio no se amilanó y atravesó Nórico hasta llegar a Panonia. Se hizo con varias plazas fuertes estratégicas y derrotó a las avanzadillas y unidades de caballería de su enemigo. Deseaba conservar la iniciativa para obtener una victoria que sirviera para solidificar su posición. Además, sufría de dificultades económicas para financiar su esfuerzo bélico, lo que le forzaba a intentar acabar rápido la guerra.
Entre tanto, Constancio II promovió las proclamaciones de Vetranión (en Ilírico el 30 de marzo) y Nepociano (en Roma el 3 de junio) y la invasión de la Galia por los alamanes y francos. El usurpador nombró a su hermano Decencio César para que se encargara de derrotar a los bárbaros. Nepociano murió el 30 de junio defendiendo Roma del ataque del magister officiorum de Magnencio, un tal Marcelino. Vetranión se entrevistó con Constancio II en Sirmium y accedió a abdicar el 25 de diciembre, poniendo a sus tropas a disposición del emperador.
Magnencio logró tomar Siscia (Sisak) pero fracasó ante la bien defendida Sirmio (Sremska Mitrovica), eventos en los que su excelente infantería resultó diezmada. Además, con estas acciones estaba dispersando al resto de sus unidades. Ante su avance, Constancio II se había limitado a retirarse hacia Cíbalis (Vinkovci) así que el usurpador intentó tomar Mursa (Osijek), lo que le libraría el camino hacia Ilírico, aunque carecía de armas de asedio. Era la oportunidad que había esperado el emperador, pues se trataba de una zona de amplias llanuras ideales para la caballería pesada, en la cual las tropas orientales tenían una gran ventaja. Constancio II procedió a aproximarse a su enemigo a toda velocidad, sin darle tiempo a Magnencio de retroceder y como Mursa resistió no tenía refugio. La intención había sido atraerlo, creyendo que avanzaba victorioso, a un terreno favorable para la caballería oriental, una gran planicie.
Las avanzadillas occidentales intentaron emboscaron a sus rivales, ocultándose en un anfiteatro abandonado en las afueras de la ciudad.

## Fuerzas en combate
Según Zonaras, Constancio II era seguido por 80.000 soldados, de los que la mitad iban a caballo según William G. Holmes. Sin embargo, estimaciones modernas indican que un ejército de campaña del siglo IV rara vez pasaban los cuarenta mil combatientes y que cada uno de los hijos de Constantino el Grande (Constancio II, Constante y Constantino II) tenía un ejército propio de treinta a cuarenta mil efectivos.
Originalmente, el emperador contaría con un ejército de campo organizado en 20 legiones y 6 regimientos de caballería en Tracia, 15.000 a 20.000 comitatenses, sin contar las milicias limitanei ni los aliados armenios ni los 3.000 miembros de su guardia que lo acompañaban permanentemente. En Naisso (Panonia) se sumarían los 20.000 soldados de caballería y decenas de miles de infantes aportados por Vetranio. Según John S. Harrel, concuerdan con las entregadas por el Notitia dignitatum, fechado en 395, y que permiten a Harrel afirmar que los números de Zonaras no son irrealistas para las fuerzas romanas totales en Tracia y Panonia pero poco probables para un ejército en campaña. Él rebaja a 40.000 o 50.000 soldados, acompañados por decenas de miles de civiles, caballos y animales de carga, posiblemente el límite logístico de lo que se podía alimentar con el grano egipcio (que tenía que ser transportado). En cuanto a la caballería, cree que analizando el Notitia bien pudieron ser 3.500 clibanarii o cataphractarii (caballería pesada) y 2.000 sagitarii (arqueros montados).
Zonaras dice que el ejército de Magnencio alcanzaba solamente los 36.000 hombres. Harrel esta de acuerdo con el cálculo basado en lo que se sabe del ejército de Constantino I que venció a Majencio en 312. Asumiendo que no hubo grandes cambios en la organización militar del occidente imperial en los cuarenta años entre ambas campañas, cree que los números de Constantino I pueden aplicarse a Magnencio. Como su antecesor, Magnencio avanzó a Italia con su élite de galos y britanos, 40.000 soldados, y ese debió ser el ejército de campaña con el que fue a enfrentar a Constancio II. Probablemente dejó de reserva el doble de ese número guarneciendo Britania, Galia, el Rin, el Alto Danubio, los pasos alpinos e Italia. La diferencia con Constantino I es que Magnencio no tenía un ejército ya formado y con años a su servicio cuando se coronó emperador, tuvo que reclutar celtas, gálatas, sajones y francos usando como núcleo de sus fuerzas a las legiones del Rin, llevándose con él a muchos veteranos, lo que debilitó seriamente la capacidad romana de dominar la Galia en los años posteriores.

## Batalla

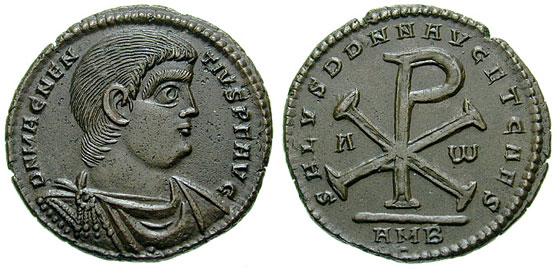
Moneda con la efigie de Magnencio.

Poco antes de la batalla un tribuno de origen franco llamado Claudio Silvano se pasó con importantes contingentes de guerreros del ejército de Magnencio al de su rival. Estas tropas, unidas a las aportadas por Vetranión, le daban una enorme ventaja numérica a las fuerzas de Constancio II. Éste formó sus líneas en el tradicional orden de infantería en el centro, caballería a los costados y arqueros y honderos en retaguardia. Apoyaba su ala derecha en el río Drave, ordenó a la caballería de su izquierda cargar para encajonar al enemigo contra el curso de agua.
Magnencio no ordenó bien a sus tropas y al no poder tomar Mursa estaba atrapado en una llanura amplia y abierta. Tampoco podía retirarse porque habría desmoralizado a su ejército y muchos más desertarían. Comenzó la lucha exhortando a sus soldados y dando órdenes a gritos desde su caballo, como un jefe bárbaro. Así, su ala derecha huyó ante la carga enemiga pero su centro de britanos y galos chocó con su contraparte enemiga, sufriendo muchas bajas ambos bandos. Los generales se lanzaron a la cabeza de sus unidades para animarlas. El jefe de los arqueros a caballo armenios de Constancio II, Menelao, quien mató a muchos enemigos con sus flechas y también da con una a Rómulo, jefe de la escasa caballería de Magnencio, Rómulo, quien logra llegar hasta su rival y herirlo de muerte. El ejército occidental también pierde a Arcadio, jefe de la infantería gala o britana, y a Marcelino. El ejército oriental al general Arcadio de la legión Albuci.
En esos momentos, el usurpador guardó sus insignias imperiales en su silla de montar, vistió como soldado raso y lanzó al galope a su montura, para que lo creyesen muerto. La supuesta muerte de su líder devastó a su ejército, algo normal en la época, y se preparó para resistir hasta el final. El combate comenzó ya iniciada la tarde y continuó durante la noche con gran ferocidad, arrojándose sobre las espadas y lanzas enemigas, robándose los escudos y hasta jinetes abandonando los caballos heridos para luchar como infantes. Muchas unidades se desbarataron pero volvieron a organizarse y muchos de los jinetes que desmontaron rompieron sus largas lanzas para poder luchar como hoplitas hasta que sus armas quedaron inservibles y sus armaduras y cascos rotos. La infantería britana y gala, demostrando su calidad, sólo pudo ser vencida por la intervención masiva de la caballería. Los catafractos orientales cargaron varias veces apoyados por una lluvia de flechas que deshizo a esas unidades. Muchos soldados de Magnencio trataron de cruzar el río pero como era de noche se ahogaron.

## Consecuencias
Gran parte del oeste del Imperio pasó a manos de Constancio II. Las bajas fueron altísimas para ambos bandos según los cronistas, quizás la mayor cantidad de bajas sufridas durante una guerra civil en el Imperio tardío. Unas 30.000 para el ejército vencedor y 24.000 para el derrotado (equivalente a dos tercios). Estimaciones modernas reducen las cifras a la mitad. Además, muchos caballos y ganado murieron. Como indica Harrell: «La batalla fue una victoria para Constancio pero un desastre para Roma, especialmente para la longevidad del Imperio Romano Occidental».
Esta mortandad, unido a la invasión germana concertada con Constancio II de la Galia, llevó a un debilitamiento tal de las fuerzas romanas occidentales que se devolvió la frontera al Rin solo por la administración de Juliano, quien aseguró dicha frontera por otro medio siglo. El emperador oriental, desde el principio de la guerra civil, buscó llegar a acuerdos con los bárbaros para concentrarse en su rival interno.
La batalla se considera el primer gran triunfo de la caballería pesada sobre las legiones romanas (aunque las unidades montadas venían consiguiendo sonoras victorias desde mediados del siglo III). Se dio una amnistía a los vencidos, produciéndose la represión más tarde en Galia y Britania. El antiguo gobernador de Britania y África, Graciano el Mayor, padre de Valentiniano I, por dar hospicio en su casa a las tropas de Magnencio cuando llegaron a Panonia, vio requisadas todas sus propiedades.
Magnencio pasó el invierno en Aquileia y Constancio II en Sirmium. Las fuerzas del usurpador aún eran poderosas (reservas humanas de 80.000 hombres en Galia, 20.000 en Italia y 40.000 en África), así que el emperador oriental negoció con los alamanes ataques coordinados. La necesidad de reemplazar los 10.000 o 20.000 hombres perdidos en la campaña anterior fue una enorme presión sobre la población, afectando la estabilidad de su régimen.
En la primavera de 352 Constancio II lanzó una ofensiva para recuperar Italia, algo que consiguió en ese otoño. El usurpador se retiró a sus bastiones occidentales. Al año siguiente Magnencio intentaría una última resistencia en Mons Seleucus. Ahí sufrió su derrota decisiva y terminó suicidándose el 10 de agosto de 353. Britania, región que le dio un nutrido apoyo, vivió una dura represión.
El emperador utilizó al cuerpo de correos imperiales —los agentes in rebus— como informantes para detectar posibles conspiraciones. Esto costó las vidas de muchos inocentes. Hasta una acusación dudosa era considerada evidencia suficiente, llegando a torturar al comes Gerontio, antiguo lugarteniente del usurpador, por lo que los enemigos personales de varios oficiales retirados simplemente extendieron los rumores de que habían favorecido a Magnencio y la víctima pronto estaba encarcelada. Un hispano llamado Paulo aprovechó su misión en Britania para hacerse con fortunas de acusados dejando un camino de sangre. La crueldad del monarca, atizada por sus cortesanos, sólo aumentó con los años.